# Tempestade tropical Alma
A tempestade tropical Alma foi o ciclone tropical que se formou mais a leste do que qualquer outro ciclone tropical na bacia do Oceano Pacífico nordeste na história registrada. Alma também foi o primeiro ciclone tropical a atingir a Nicarágua pela sua costa Pacífica. A tempestade foi o primeiro ciclone tropical e a primeira tempestade nomeada da temporada de furacões no Pacífico de 2008. Alma formou-se de um cavado associado à zona de convergência intertropical ao largo da costa oeste da Costa Rica em 29 de Maio. Inicialmente previsto permanecer como uma fraca tempestade tropical, o ciclone fortaleceu-se rapidamente e uma estrutura semelhante a um olho formou-se antes de Alma fazer landfall perto de León, Nicarágua, durante seu pico de intensidade, com ventos máximos sustentados de 100 km/h.
Alma provocou fortes chuvas ao longo da costa Pacífica da América Central, especialmente em Nicarágua e em Honduras. A tempestade também provocou enchentes e deslizamentos de terra, além de deixar cerca de 42.000 pessoas sem o fornecimento de eletricidade. Duas pessoas morreram na Nicarágua, uma por afogamento e outra por eletrocutação, enquanto outras oito morreram indiretamente devido a um acidente de avião nas Honduras.

## História meteorológica

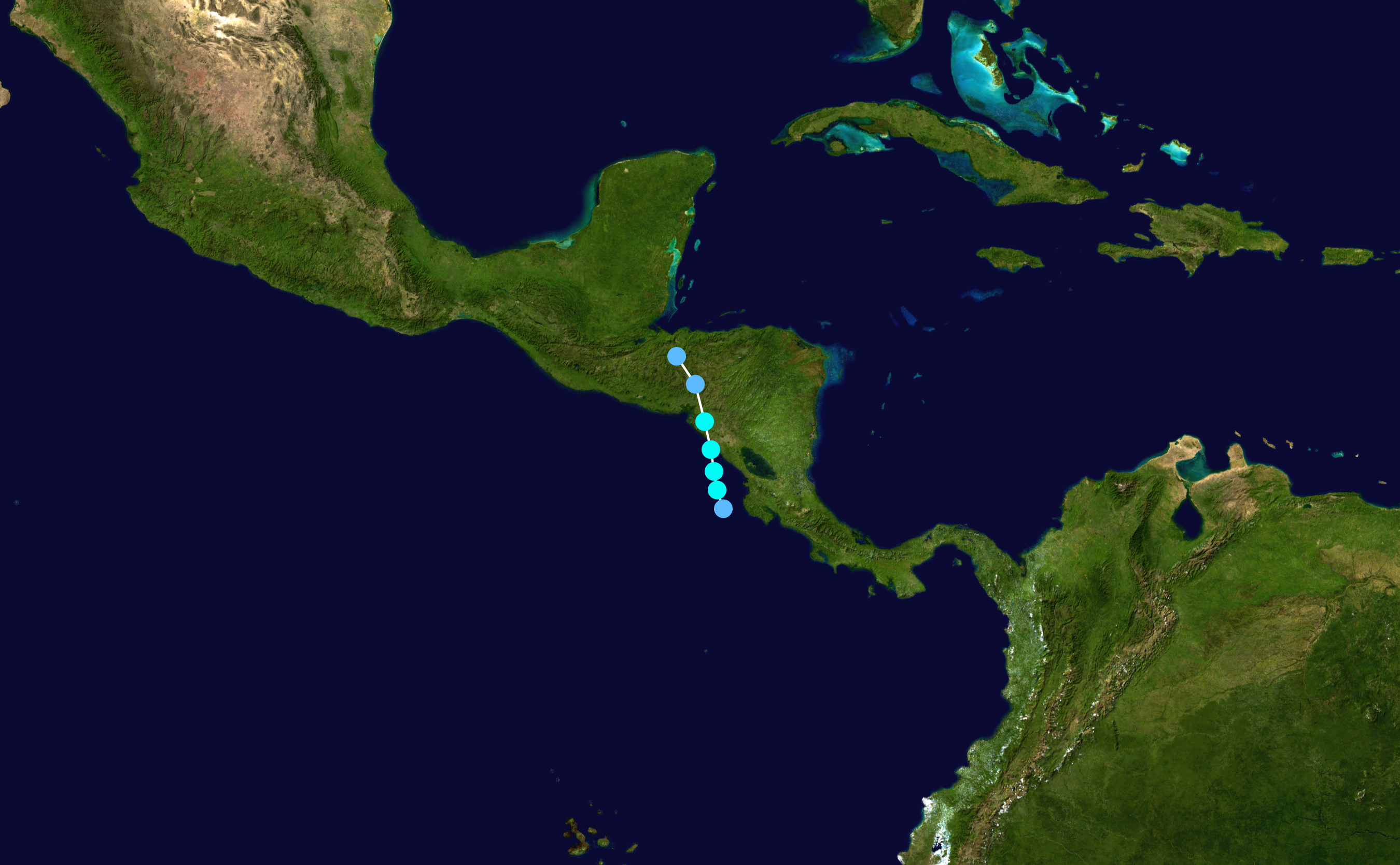
O caminho de Alma

Durante o final do mês de Maio de 2008, modelos computadorizados de previsão de furacões previram o desenvolvimento de uma grande área de baixa pressão sobre o sudoeste da América Central. Em 26 de Maio, um grande cavado estendia-se entre o sudoeste do mar do caribe, cruzando a Costa Rica e o leste do Oceano Pacífico, formando uma grande área de baixa pressão sobre a região. Áreas não contínuas de convecção se formaram, parcialmente em associação com a zona de convergência intertropical. Localizada numa área de fracas correntes de vento, a recém-formada perturbação tropical continuou quase estacionária e em 27 de Maio, a sua atividade de temporais aumentou em organização. Inicialmente, o sistema se consistia de vários giros ciclônicos, dos quais uma, que estava mais bem estabelecida, estava localizada a cerca de 550 km a oeste-sudoeste de San José, Costa Rica. O sistema gradualmente ficou mais bem definido e, com uma circulação ciclônica de baixos níveis e uma estrutura convectiva bem estruturada, o Centro Nacional de Furacões (NHC) classificou o sistema como a depressão tropical Um-E às 03:00 (UTC) de 29 de Maio. Naquele momento, o centro da depressão localizava-se a cerca de 165 km a oeste-noroeste de Cabo Blanco, Costa Rica.
Com uma área de alta pressão de médios níveis localizada no Golfo do México, a depressão começou a seguir para o norte, adentrando numa área com cisalhamento do vento baixo e águas quentes. Inicialmente, suas áreas de convecção associadas era fracas e confinadas em algumas bandas de tempestade a uma distância considerável do centro da circulação. Devido a isso, não era esperado o fortalecimento do sistema e era apenas previsto que o sistema alcançasse a força de uma tempestade tropica mínima. No entanto, o sistema desenvolveu rapidamente áreas de temporais perto do centro da circulação com uma grande área de convecção no semicírculo meridional da circulação e às 15:00 (UTC) de 29 de Maio, o NHC classificou a depressão como a tempestade tropical Alma. Naquele momento, o centro da tempestade estava localizada a 85 km a sudoeste de Manágua, Nicarágua. Naquele momento, o sistema apresentava ventos máximos sustentados de 75 km/h e era previsto que a tempestade iria apenas se fortalecer ligeiramente antes de tocar na costa. No entanto, uma hora depois da tempestade tropical Alma ter se tornado uma tempestade tropical, o NHC reavaliou seus ventos máximos sustentados para 100 km/h, citando observações atualizadas do satélite QuikSCAT. Uma estrutura semelhante a um olho formou-se no centro da circulação ciclônica, rodeada por um anel muito tênuo de convecção e por volta das 19:00 (UTC) de 29 de Maio, Alma fez landfall perto de León, como uma forte tempestade tropical. A tempestade enfraqueceu-se rapidamente após tocar terra, embora uma pequena área de tempestades persistiu em associação à tempestade, assim que Alma seguia pela região montanhosa do sul de Honduras. Após passar perto de Tegucigalpa, Alma enfraqueceu-se numa depressão tropical e por volta das 15:00 (UTC) de 30 de Maio, o ciclone degenerou-se numa área de baixa pressão remanescente perto da fronteira de Honduras com a Guatemala. Em 31 de Maio, após cruzar a América Central, as áreas de convecção associadas à área de baixa pressão remanescente de Alma ajudaram na formação da primeira tempestade tropical da temporada de furacões no Atlântico de 2008, a tempestade tropical Arthur. Somente na Costa Rica, os danos foram estimados em $30 milhões de dólares (valores em 2008).

## Preparativos e impactos

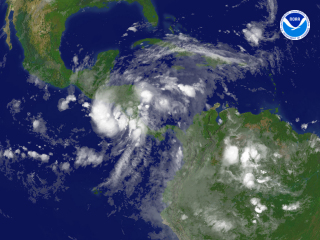
Imagem de satélite de Alma pouco antes de se tornar uma tempestade tropical

Coincidindo com o primeiro aviso sobre a recém-formada depressão, o governo de Costa Rica emitiu um aviso de tempestade tropical para toda a costa pacífica do país. Cerca de quatro horas de Alma atingir a costa, por volta do momento em que o NHC classificou o sistema como uma tempestade tropical, um aviso de tempestade tropical ficou em efeito para as costas pacíficas de Nicarágua, Honduras e El Salvador. Quando o NHC disse que a tempestade estava mais forte do que anteriormente, um aviso de furacão ficou em efeito para as costas pacíficas de Honduras e Nicarágua. Naquele momento, o NHC previu que Alma poderia se tornar um furacão antes de atingir a costa. Pouco antes de Alma fazer landfall, o NHC alertou que a tempestade poderia produzir chuvas torrenciais, cuja precipitação poderia passar de 500 mm em algumas áreas, resultando em correntes de lama e enxurrada. A Comissão Nacional de Emergência da Costa Rica ativou abrigos emergênciais antes da chegada da tempestade; 250 pessoas em Parrita saíram de suas residências.  Na Nicarágua, as autoridades retiraram cerca de 5.000 pessoas, enquanto que 3.000 soldados foram mobilizados para assistir as pessoas após a passagem da tempestade.
Após atingir a costa, a tempestade tropical Alma produziu chuvas moderadas a fortes sobre a América Central. A cidade de David, na província de Chiriquí, no oeste do Panamá relatou 141 mm de chuva em 48 horas. Além disso, a capital de Costa Rica, San José relatou 78 mm de chuva também num período de 48 horas. Na Costa Rica, a precipitação deixou rios transbordados, ameaçando 17 comunidades. As fortes chuvas também causaram correntes de lama generalizadas, que fecharam no mínimo oito rodovias. A tempestade derrubou árvores e postes, deixando cerca de 42.000 pessoas em eletricidade.
Em León, perto de onde o centro da tempestade tocou a costa, a passagem de Alma deixou a cidade sem o fornecimento de eletricidade. Vários prédios foram destruídos na cidade e algumas rodovias foram danificadas. Boa parte dos departamentos de León e Chinandega experimentaram interrupções no fornecimento de eletricidade devido aos fortes ventos. Uma pessoa morreu eletrocutada quando esta tocou uma linha de alta tensão caída. Ao largo da costa, uma pessoa morreu afogada quando o bote onde estava virou pelas fortes ondas. Em Tegucigalpa, Honduras, um avião deslizou para fora da pista quando aterrissava devido à água na pista deixada pela passagem de Alma, matando oito passageiro e deixando outras 80 feridas

## Recordes
Formando-se a 86,5°O, Alma desenvolveu-se mais a leste do que qualquer outro ciclone tropical do Pacífico na história. Excluindo-se os sistemas que cruzaram a América Central vindos do Atlântico, apenas seis ciclones tropicais do Pacífico, Francesca em 1970, Bridget e Priscilla em 1971, Jimena em 1979, Cristina em 1996 e Rosa em 2000, formaram-se a leste da longitude 90°O. Alma fez landfall mais a leste do que qualquer outro ciclone tropical do Pacífico. Alma também foi o único ciclone tropical a atingir a Nicarágua pela sua costa pacífica. Quando Alma formou-se em 29 de Maio, marcou o nono ano seguido de formação de um ciclone tropical no mês de Maio no Pacífico nordeste. A sequência de nove anos marca a mais longa sequência de formação de um ciclone tropical no mês de Maio no Pacífico nordeste em toda a história. A área de baixa pressão remanescente contribuiu para a formação da tempestade tropical Arthur no Oceano Atlântico; embora não fosse realmente o mesmo ciclone, pois a circulação ciclônica de baixos níveis de Alma tinha se dissipado nas regiões montanhosas de Honduras e Guatemala antes da formação de Arthur. Alma também é o mais recente ciclone tropical a atravessar a América Central e ajudar na formação de outro ciclone tropical no Oceano Atlântico. A última vez que isso tinha ocorrido foi em 1989, quando as áreas de convecção remanescentes do furacão Cosme cruzaram a América e tornaram-se a tempestade tropical Allison em junho daquele ano.